# Józef Paszta
Józef Paszta ps. Dziadek, Figa, Korzycki, Łysy, Michał, Józef Paszkowski, Paweł, Wolski (ur. 8 lutego 1875 we wsi Nawarzyce w guberni kijowskiej, zm. 21 września 1930 w Moskwie) – kreślarz-metalowiec, działacz socjalistyczny, komunistyczny i związkowy.

## Życiorys
Syn Konstantego i Marianny z domu Tytko. Gdy miał 6 lat, przeniósł się wraz z rodzicami do Dąbrowy Górniczej. Uczył się w seminarium nauczycielskim w Jędrzejowie. W 1892 został wydalony ze szkoły za organizowanie kółek samokształceniowych i kolportaż nielegalnych wydawnictw Ligi Narodowej. W 1896 ukończył prywatne kursy techniczne i rozpoczął pracę jako kreślarz warsztatowy w Fabryce Budowy Kotłów i Mostów „Fitzner i Gamper” w Sosnowcu, gdzie w 1897 wstąpił do PPS i prowadził działalność w Sosnowcu, Będzinie, Niwce, Sielcach, Środuli i Wygwizdowa. Zagrożony aresztowaniem za udział w pochodzie pierwszomajowym, przeniósł się do Warszawy, gdzie w 1899 należał do organizatorów i kierowników wielkiego strajku sierpniowego metalowców. 17 stycznia 1901 został aresztowany po demonstracji robotniczej na cmentarzu Wolskim na pogrzebie członka SDKPiL – Ludwika Andrzejewskiego.
Po ośmiomiesięcznym pobycie w Cytadeli Warszawskiej, przeniósł się do Częstochowy, gdzie był kierownikiem tamtejszej organizacji PPS. Nawiązał ścisły kontakt z miejscową organizacją SDKPiL, podejmując wspólnie z nią kilka akcji strajkowych i pochód pierwszomajowy w 1904. W kwietniu 1904 zorganizował wysadzenie pomnika cara Aleksandra II przy Jasnej Górze, co powiodło się tylko połowicznie. Pod koniec 1904 z powrotem przeniósł się do Warszawy, gdzie pracował w fabryce Gerlacha na Woli. Uczestniczył w kilku kolejnych naradach i konferencjach partyjnych, na których opozycja (tzw. młodzi), z którą był związany, opowiadała się za współpracą z ruchem rewolucyjnym w Rosji. W 1904 wszedł w skład warszawskiego Okręgowego Komitetu Robotniczego (OKR) PPS. 27 stycznia 1905 uczestniczył w strajku robotniczym. Aresztowany i na 18 tygodni osadzony w forcie Cytadeli. Po wyjściu na wolność organizował wiece, masówki fabryczne, demonstracje uliczne i kierował akcjami ekonomicznymi. 24 kwietnia 1906 wziął udział w zorganizowanej przez PPS brawurowej akcji uwolnienia 10 więźniów Pawiaka. W listopadzie 1906 został wybrany na delegata na IX Zjazd PPS w Wiedniu, jednak w drodze został na Górnym Śląsku aresztowany. Po uwolnieniu zgłosił akces do PPS-Lewicy i z jej ramienia kierował okręgiem Radom-Kielce. W czasie jednego z wyjazdów w teren 22 stycznia 1908 został aresztowany i osadzony w radomskim więzieniu. Po dwóch nieudanych próbach ucieczki w czerwcu 1908 został skazany na 5 lat katorgi i dożywotnie osiedlenie na Syberii. Więziony w Siedlcach i Smoleńsku. W 1911 powędrował na Syberię; w drodze 3 razy chorował na tyfus. Przebywał w Tuturze i wsi Znamienka w gminie iłgińskiej guberni irkuckiej.
W drugiej połowie 1912 zbiegł z zesłania i dotarł do rodziny w Nowym Brzesku, po czym przeniósł się do Krakowa. Poznał wówczas Włodzimierza Lenina. Od stycznia do maja 1913 pracował w fabryce Zieleniewskiego, skąd został zwolniony za zorganizowanie strajku kreślarzy warsztatowych. Wyjechał wówczas do Wiednia, gdzie związał się ze stowarzyszeniem robotniczym „Oświata” i wstąpił do Socjalno-Demokratycznej Partii Robotniczej Austrii. W związku z chorobą córki przeniósł się do Zakopanego, gdzie pracował jako palacz centralnego ogrzewania w sanatorium. Przyjaźnił się z Witkacym. W lipcu 1914 wyjechał do Borysławia.
Po wybuchu wojny został osadzony w obozie internowanych w Marmarosz-Sziget na Węgrzech, skąd wrócił rok później. Od 1915 do czerwca 1919 był sekretarzem miejscowej organizacji zawodowej metalowców; równocześnie kontynuował działalność w PPS-Lewicy. Pod koniec 1918 został członkiem kierownictwa Borysławskiej Rady Delegatów Robotniczych. W tzw. Radzie Republiki Borysławskiej był sekretarzem do spraw związków zawodowych. W listopadzie 1918 na miesiąc został osadzony przez petlurowców osadzony w obozie internowania w Kosaczowie. Jako członek PPS-Lewicy uczestniczył w I Zjeździe Komunistycznej Partii Robotniczej Polski (KPRP/KPP) w Warszawie 16 grudnia 1918. Z polecenia Komitetu Centralnego (KC) KPRP w 1919 przeniósł się do Krakowa, gdzie działał jako członek Komitetu Okręgowego (KO) KPRP. W czerwcu 1919 został sekretarzem Centralnej Komisji Związków Zawodowych na Galicję Zachodnią i Wschodnią, a wkrótce potem (w lipcu 1920) sekretarzem Komisji Okręgowej Związków Zawodowych (ZZ) w Krakowie. Należał do czołówki działaczy komunistycznych w Krakowie na początku lat 20. Po przyjęciu w kwietniu 1921 przez Centralną Komisję ZZ o zerwaniu z komunistami zrezygnował w lipcu z funkcji sekretarza w Radzie. Za działalność komunistyczną został w 1921 wydalony ze Związku Zawodowego Metalowców. 1921-1924 był członkiem Centralnego Wydziału Zawodowego KPRP. W październiku 1921 został aresztowany i przez pół roku był więziony w więzieniu Św. Michała w Krakowie. W 1922 zaangażował się w kampanii wyborczej do Sejmu i Senatu RP i został przewodniczącym Okręgowego Komitetu Wyborczego komunistycznego Związku Proletariatu Miast i Wsi (ZPMiW) na miasto Kraków i kandydował z tej listy na posła do Sejmu w okręgach wyborczych 41 (m. Kraków), 44 (Nowy Sącz) i 47 (Rzeszów), ale nie został wybrany. Również w województwie poznańskim organizował Komitety Wyborcze ZPMiW.
Pod koniec września 1922 został aresztowany w Grodzisku Wielkopolskim, ale wkrótce go zwolniono. Został funkcjonariuszem Komitetu Okręgowego (KO) KPRP w Zagłębiu Dąbrowskim. Aresztowany i skazany na 6 miesięcy więzienia, wyrok odsiadywał w 1923 w Poznaniu przy ul. Młyńskiej. 1923-1924 był sekretarzem KO KPRP w Poznaniu. Wyjeżdżał w sprawach organizacyjnych do Warszawy, Krakowa i Kołomyi. W 1924 był sekretarzem Oddziału Związku Zawodowego Robotników Przemysłu Skórzanego, choć pracował również wśród metalowców. W 1925 był przewodniczącym poznańskiego Związku Robotników Przemysłu Budowlanego. We wrześniu 1925 kierował akcją wyborczą Lewicy Związków Zawodowych do Rady Miejskiej w Poznaniu i kandydował z tej listy. 1923-1925 był zastępcą członka KC KPRP (wybrany na II Zjeździe KPRP, w którym uczestniczył jako przedstawiciel Okręgu Zagłębia Dąbrowskiego). Brał udział w III Kongresie Czerwonej Międzynarodówki Związków Zawodowych (Profinternu) w lipcu 1924 i w V Kongresie Kominternu na przełomie lipca i sierpnia 1924. W październiku 1924 został aresztowany na 4 miesiące. 22 września 1926 został skazany przez warszawski Sąd Okręgowy na 4 lata ciężkiego więzienia, które odsiadywał na Mokotowie.
Po zwolnieniu na mocy amnestii w lipcu 1928 ponownie został sekretarzem KO KPP Poznań-Pomorze, był też członkiem KO PPS-Lewicy w Poznaniu i sekretarzem okręgowym Związku Zawodowego Pracowników Transportowych i Spedycyjnych. 1 listopada 1929 został na krótko aresztowany i zwolniony z braku dowodów, po czym na polecenie KC KPP wyjechał do ZSRR, gdzie pracował w zakładach „Stalmost” i wstąpił do WKP(b) ze stażem partyjnym zaliczonym od 1906. Działał w MOPR i otrzymał rekomendację do Stowarzyszenia Starych Bolszewików. Wkrótce zachorował i zmarł w Moskwie, gdzie został pochowany.
Był dwukrotnie żonaty, miał pięcioro dzieci, w tym syna Tadeusza.

## Upamiętnienie
Po zakończeniu II wojny światowej jego imię do 2017 nosiła jedna z ulic Poznania, gdy w ramach dekomunizacji jej patrona zmieniono na prof. Michała Sobeskiego.